# Apple Creek Township (Missouri)
Die Apple Creek Township ist eine von 10 Townships im Cape Girardeau County im Südosten des US-amerikanischen Bundesstaates Missouri.

## Geografie
Die Apple Creek Township liegt im Nordwesten des Cape Girardeau County etwa 25 km westlich des Mississippi, der die Grenze zu Illinois bildet. Die Township erstreckt sich über 215,96 km², die sich auf 215,84 km² Land- und 0,12 km² Wasserfläche verteilen.

## Bevölkerung
Bei der Volkszählung im Jahr 2020 hatte die Township 2096 Einwohner.

## Orte in der Apple Creek Township
Die Apple Creek Township enthält zwei selbstverwaltete Gemeinden, die beide den Status Village besitzen:
- Old Appleton
- Oak Ridge

Daneben existieren noch mehrere gemeindefreie Siedlungen:
- Apple Creek
- Daisy
- Friedheim
- Hilderbrand